# Gustavo Gutiérrez (nuotatore)
Gustavo Gutiérrez Lozano (26 dicembre 1998) è un nuotatore peruviano. Nel 2016 ai campionati sudamericani di nuoto ha stabilito due record nazionali peruviani nello stile libero distanze 800 (tempo 8'16"42) e 1500 metri (15'48"07). Ai Giochi sudamericani di Cochabamba 2018 ha vinto la medaglia di bronzo nei 400 misti.

## Palmarès
- Giochi sudamericani

Cochabamba 2018: bronzo nei 400m misti.